# Montreal Expos
Montreal Expos – klub baseballowy z Montrealu, który przez 36 sezonów występował w Major League Baseball. W 2004 roku zarząd ligi przeniósł zespół do Waszyngtonu. Nowo utworzony klub otrzymał nazwę Washington Nationals.

## Historia
Montreal Expos pierwszy mecz w MLB rozegrał 8 kwietnia 1969 roku, pokonując na Shea Stadium New York Mets 11–10. 6 dni później zainaugurował na własnym stadionie Jarry Park w spotkaniu z St. Louis Cardinals. Sezon 1969 zakończył z najgorszym bilansem w lidze z 52 zwycięstwami i 110 porażkami. 15 kwietnia 1977 roku Expos po raz pierwszy zagrali na Stadionie Olimpijskim w obecności 57 592 widzów.
Dodatni bilans po raz pierwszy zespół osiągnął w sezonie 1979 (95–65), jednak zajął 2. miejsce w National League East za Pittsburgh Pirates. W 1981 roku Expos awansowali do postseason; w National League Championship Series przegrali jednak z Los Angeles Dodgers w pięciu meczach. Montreal Expos dodatni bilans osiągał jeszcze jedenastokrotnie, jednak ani razu nie awansował już do postseason.
W 2001 roku Jeffrey Loria został nowym właścicielem Montreal Expos. Wkrótce jednak rozpoczął negocjacje w sprawie zakupu klubu Florida Marlins, a po jego nabyciu cały personel Expos (wraz z menadżerem Jeffem Torborgiem), przeniósł do Miami. W efekcie kanadyjski klub pozostał bez właściciela, sztabu trenerskiego oraz skautingu. 29 września 2004 na kilka godzin przed ostatnim meczem Expos z Florida Marlins, który obejrzało 31 395 widzów, zarząd ligi oficjalnie poinformował o przeniesieniu siedziby z Montrealu do Waszyngtonu.

## Sukcesy
- National League East Division
  - Mistrz (1): 1981

## Zastrzeżone numery
Od 1997 numer 42 zastrzeżony jest przez całą ligę ku pamięci Jackie Robinsona, który jako pierwszy Afroamerykanin wystąpił w Major League Baseball i przełamał bariery rasowe.
| Gary Carter C 1974–1984, 1992 Zastrzeżony w 1993 | Andre Dawson RF/CF 1977–1986 Zastrzeżony w 1997 | Rusty Staub OF 1969–1971, 1979 Zastrzeżony w 1993 | Tim Raines LF 1979–1990, 2001 Zastrzeżony w 2004 | Jackie Robinson 2B Zastrzeżony w 1997 |